# Pitch Bend

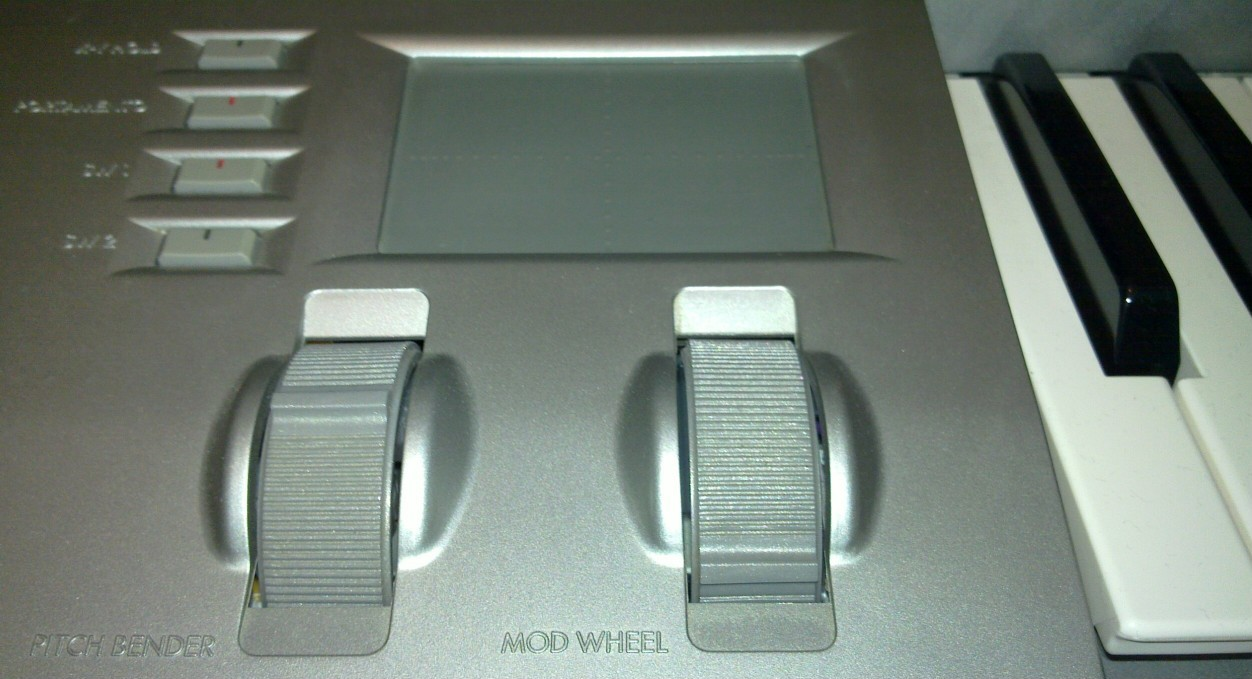
Pitch Bend (Sintetizador Korg Z1)

Pitch Bend é um mecanismo que existe em alguns teclados sintetizadores que permite a inflexão da altura do som.
Essa peça fica ao lado esquerdo do teclado, permitindo que se mexa com a mão esquerda. Conforme as marcas, essa peça pode ser uma roda ou uma alavanca. Quando se trata de uma roda, geralmente é accionada girando-a para cima ou para baixo. Quando se trata de uma alavanca geralmente é accionada inclinando-a para a direita ou para a esquerda. Movendo no Pitch Bend para cima (ou para a direita, conforme o caso), uma nota, Dó por exemplo, a altura inflecte para uma nota mais aguda, por exemplo Ré, Mi, Fá, Sol, dependendo do valor configurado como máximo para o Pitch. Movendo para o sentido oposto, temos o inverso desse processo (a altura inflecte para uma nota mais grave).
No teclado Yamaha PSR-520, por exemplo, é possível configurar até 12 notas para cima ou para baixo de inflexão (24 no total, sem incluir o 0, que é o som normal).
Na música Save a Prayer, do Duran Duran, por exemplo, foi feita um inflexão possível de ser realizada com o Pitch Bend.
Outro exemplo notável, pode ser ouvido na música These Dreams da banda Heart.